# Asura formosicola
Asura formosicola är en fjärilsart som beskrevs av Embrik Strand 1917. Asura formosicola ingår i släktet Asura och familjen björnspinnare. Inga underarter finns listade i Catalogue of Life.